# Revolution Ballroom
Revolution Ballroom – ósmy album Niny Hagen, łączący gatunkowo muzykę pop, rock i muzykę elektroniczną.

## Lista utworów
1. "So Bad"
2. "Revolution Ballroom"
3. "Right on Time"
4. "Pollution Pirates"
5. "King of Hearts"
6. "Amore"
7. "Pillow Talk"
8. "Berlin"
9. "I'm Going to Live the Life"
10. "Gypsy Love"
11. "Omhaidakhandi"